# Larraga
Larraga è un comune spagnolo di 1 920 abitanti situato nella comunità autonoma della Navarra.